# Wong Hong-yi
Wong Hong-yi (* 14. März 2002 in Hongkong), auch Hong Yi Cody Wong oder Cody Wong, ist eine Tennisspielerin aus Hongkong.

## Karriere
Wong begann mit drei Jahren das Tennisspielen und bevorzugt Hartplätze. Sie spielt überwiegend Turniere auf der ITF Women’s World Tennis Tour, bei denen sie bislang vier Einzel- und 23 Doppeltitel gewonnen hat.
Ihr erstes Turnier auf der WTA Tour spielte Wong bei den Prudential Hong Kong Tennis Open 2018, wor sie eine Wildcard für die Qualifikation erhielt. Sie unterlag aber bereits in der ersten Runde Julia Glushko mit 3:6 und 1:6.
Im Jahr 2019 spielte Wong erstmals für die Billie-Jean-King-Cup-Mannschaft von Hongkong; ihre Billie-Jean-King-Cup-Bilanz weist bislang 7 Siege bei 3 Niederlagen aus.

## Turniersiege

### Einzel
| Nr. | Datum            | Turnier             | Kategorie   | Belag     | Finalgegnerin   | Ergebnis              |
| --- | ---------------- | ------------------- | ----------- | --------- | --------------- | --------------------- |
| 1.  | 13. Oktober 2019 | Hua Hin             | ITF $15.000 | Hartplatz | Han Jiangxue    | 2:6, 6:4, 6:3         |
| 2.  | 27. Februar 2022 | Scharm asch-Schaich | ITF W15     | Hartplatz | Mirra Andrejewa | 6:4, 6:1              |
| 3.  | 21. Mai 2023     | Incheon             | ITF W25     | Hartplatz | Jiang Xinyu     | 1:6, 6:3, 3:0 Aufgabe |
| 4.  | 20. Oktober 2024 | Huzhou              | ITF W35     | Hartplatz | Thasaporn Naklo | 7:65, 6:3             |

### Doppel
| Nr. | Datum             | Turnier             | Kategorie | Belag             | Partnerin           | Finalgegnerinnen                                         | Ergebnis           |
| --- | ----------------- | ------------------- | --------- | ----------------- | ------------------- | -------------------------------------------------------- | ------------------ |
| 1.  | 16. Oktober 2021  | Scharm asch-Schaich | ITF W15   | Hartplatz         | Eudice Chong        | Karolína Vlčková Wang Jiaqi                              | 6:2, 6:4           |
| 2.  | 23. Oktober 2021  | Scharm asch-Schaich | ITF W15   | Hartplatz         | Eudice Chong        | Eri Shimizu Wu Ho-ching                                  | 6:2, 6:0           |
| 3.  | 6. November 2021  | Scharm asch-Schaich | ITF W15   | Hartplatz         | Eudice Chong        | Bai Zhuoxuan Punnin Kovapitukted                         | 4:6, 6:1, [10:4]   |
| 4.  | 20. November 2021 | Scharm asch-Schaich | ITF W15   | Hartplatz         | Elena-Teodora Cadar | Bai Zhuoxuan Punnin Kovapitukted                         | 6:2, 6:3           |
| 5.  | 8. Januar 2022    | Monastir            | ITF W25   | Hartplatz         | Eudice Chong        | Xenija Laskutowa Fanny Östlund                           | 7:63, 7:68         |
| 6.  | 15. Januar 2022   | Monastir            | ITF W25   | Hartplatz         | Eudice Chong        | Nuria Brancaccio Lisa Pigato                             | 6:2, 6:3           |
| 7.  | 22. Januar 2022   | Monastir            | ITF W25   | Hartplatz         | Eudice Chong        | Amina Anschba Marija Timofejewa                          | 6:0, 6:1           |
| 8.  | 13. Februar 2022  | Scharm asch-Schaich | ITF W25   | Hartplatz         | Sapfo Sakellaridi   | Julija Hatouka Anastassija Sacharowa                     | 7:5, 4:6, [10:6]   |
| 9.  | 20. März 2022     | Scharm asch-Schaich | ITF W15   | Hartplatz         | Eudice Chong        | Karola Patricia Bejenaru Martha Matoula                  | 6:3, 6:3           |
| 10. | 3. April 2022     | Pretoria            | ITF W60   | Hartplatz         | Eudice Chong        | Tímea Babos Walerija Sawinych                            | 7:5, 5:7, [13:11]  |
| 11. | 16. April 2022    | Nottingham          | ITF W25   | Hartplatz         | Eudice Chong        | Isabelle Haverlag Ioana Loredana Roșca                   | 6:2, 6:3           |
| 12. | 9. Juli 2022      | Corroios-Seixal     | ITF W25   | Hartplatz         | Justina Mikulskytė  | Lee Ya-hsuan Wu Fang-hsien                               | 6:2, 7:5           |
| 13. | 29. Juli 2022     | El Espinar          | ITF W25   | Hartplatz         | Eudice Chong        | Marta Huqi Gonzalez Encinas Maria Fernanda Navarro Oliva | 6:2, 4:6, [10:6]   |
| 14. | 1. April 2023     | Jakarta             | ITF W25   | Hartplatz         | Guo Hanyu           | Choi Ji-hee Park So-hyun                                 | 6:2, 7:66          |
| 15. | 10. Juni 2023     | Daegu               | ITF W25   | Hartplatz         | Park So-hyun        | Cho I-hsuan Cho Yi-tsen                                  | 4:6, 7:62, [14:12] |
| 16. | 8. Juli 2023      | Hongkong            | ITF W40   | Hartplatz         | Eudice Chong        | Natsumi Kawaguchi Kanako Morisaki                        | 7:5, 6:4           |
| 17. | 2. März 2024      | Nakhon Si Thammarat | ITF W15   | Hartplatz         | Lee Ya-hsin         | Yao Xinxin Zheng Wushuang                                | 6:3, 7:5           |
| 18. | 26. Mai 2024      | Santo Domingo       | ITF W35   | Hartplatz         | Alexandra Bozovic   | Jessica Hinojosa Gómez Mell Elizabeth Reasco González    | 65:7, 7:5, [11:9]  |
| 19. | 6. Juli 2024      | Hongkong            | ITF W35   | Hartplatz         | Eudice Chong        | Hiromi Abe Saki Imamura                                  | 6:4, 3:6, [10:7]   |
| 20. | 24. August 2024   | Kunshan             | ITF W35   | Hartplatz         | Lee Ya-hsin         | Li Yu-yun Yao Xinxin                                     | 6:1, 6:4           |
| 21. | 24. November 2024 | Caloundra           | ITF W50   | Hartplatz         | Eudice Chong        | Naiktha Bains Ankita Raina                               | 6:3, 6:2           |
| 22. | 8. Februar 2025   | Leszno              | ITF W75   | Hartplatz (Halle) | Ivana Šebestová     | Weronika Falkowska Martyna Kubka                         | 6:4, 1:6, [10:4]   |
| 23. | 15. März 2025     | Shenzhen            | ITF W50   | Hartplatz         | Zheng Wushuang      | Li Zongyu Xun Fangying                                   | 3:6, 7:5, [10:2]   |